# Bagworth
Bagworth är en by i civil parish Bagworth & Thornton, i distriktet Hinckley and Bosworth, i grevskapet Leicestershire i England. Byn är belägen 13,9 km från Leicester. Orten har 1 510 invånare (2015). Civil parish hade 1 568 invånare år 1931. Byn nämndes i Domedagsboken (Domesday Book) år 1086, och kallades då Bageworde.